# Sergej Klischin
Sergej Klischin (Krasnoyarsk, URSS, 24 de mayo de 1967) es un deportista austríaco que compitió en judo. Ganó dos medallas en el Campeonato Europeo de Judo en los años 1996 y 1997.
Participó en los Juegos Olímpicos de Atlanta 1996, donde finalizó vigésimo primero en la categoría de –86 kg.

## Palmarés internacional
| Campeonato Europeo | Campeonato Europeo     | Campeonato Europeo | Campeonato Europeo |
| Año                | Lugar                  | Medalla            | Categoría          |
| ------------------ | ---------------------- | ------------------ | ------------------ |
| 1996               | La Haya (Países Bajos) | Medalla de bronce  | –86 kg             |
| 1997               | Ostende (Bélgica)      | Medalla de plata   | –86 kg             |